# Rosario (Chile)
Rosario es una localidad chilena perteneciente a la comuna de Rengo, provincia de Cachapoal, en la Región de O'Higgins. Está situada a 5 km al norte de la ciudad de Rengo, y cuenta con una población de 4593 habitantes en 2017.
La localidad de Rosario presenta una función de asentamiento residencial (fundamentalmente ciudad dormitorio) con un marcado desarrollo de la actividad industrial en torno a la Ruta 5.
Durante las primeras décadas del siglo XX fue cabecera comunal de Pichiguao (también llamada comuna de Esmeralda).

## Transportes
En la década de 1920 existió un tranvía desde esta localidad hasta Guacarhue. Hoy, Rosario posee su propia estación de ferrocarriles, donde para el servicio de Metrotrén. 
El transporte interurbano de la localidad está constituido por recorridos de taxis colectivos con destinos a Quinta de Tilcoco, Pelequén y Rengo.

## Cultura
La localidad destaca por su famosa "Fiesta de la Fruta", la cual se realiza todos los años en el mes de enero o febrero. Ésta logra agrupar a todas las empresas que tienen alguna relación con la industria frutícola, como empaquetadoras, exportadoras o cámaras de frío.
En el turismo destaca la comida típica chilena, en gran parte por el restaurante llamado "Juan y Medio", el cual es reconocido a nivel nacional. Está ubicado en la Ruta del Maipo, y tiene dos sucursales en la ciudad de Santiago.

## Educación
Existen tres escuelas, Escuela Santa Teresa de Ávila, Manuel Francisco Correa y Rosario College, un jardín infantil llamado Manzanita y una Escuela de Lenguaje.